# Sujoy Ghosh
Pour les articles homonymes, voir Ghosh.
Sujoy Ghosh, né à Calcutta (Inde) en 1966, est un réalisateur, scénariste et acteur indien.
Ses principales réalisations sont Jhankaar Beats (en) (2003), Home Delivery (en) (2005), Aladin (en) (2009) et Kahaani (2012).

## Filmographie partielle

### Au cinéma
| Year | Film                | Réalisateur | Producteur | Scénariste | Acteur | Notes                                                                           |
| ---- | ------------------- | ----------- | ---------- | ---------- | ------ | ------------------------------------------------------------------------------- |
| 2003 | Jhankaar Beats (en) | Oui         |            | Oui        |        |                                                                                 |
| 2005 | Home Delivery (en)  | Oui         |            | Oui        |        |                                                                                 |
| 2009 | Aladin (en)         | Oui         | Oui        | Oui        |        |                                                                                 |
| 2012 | Nobel Chor          |             |            |            | Oui    | Caméo                                                                           |
| 2012 | Kahaani             | Oui         | Oui        | Oui        |        | National Film Award du meilleur scénario Filmfare Award du meilleur réalisateur |
| 2013 | Anamika             |             |            | Oui        |        | Bilingue telugu et tamil Remake de Kahaani                                      |
| 2013 | Satyanweshi         |             |            |            | Oui    | Dans le rôle de Byomkesh Bakshi (en) (Débuts d'acteur)                          |
| 2014 | Bang Bang!          |             |            | Oui        |        |                                                                                 |
| 2015 | Durga Rani Singh    | Oui         |            | Oui        |        |                                                                                 |
| 2019 | Badla               | Oui         |            |            |        |                                                                                 |

## Distinctions
- 58e cérémonie des Filmfare Awards : prix du meilleur réalisateur pour Kahaani (2012).